# Benedetto Bonfigli
Benedetto Bonfigli (Pérouse, 1420 - 8 juillet 1496) est un peintre italien de la première Renaissance.
Son œuvre est caractéristique des débuts de la Renaissance, mais reste encore imprégnée d'une note gothique.

## Biographie
En 1450, Benedetto Bonfigli est au service du pape Nicolas V à Rome.
En 1453, il est revenu à Pérouse pour une commande des Prieurs de la ville de fresques la nouvelle chapelle du Palais public avec une Crucifixion et les Scènes de la vie de saint Louis de Toulouse, et sa contribution la plus importante est le cycle des fresques de l'Histoire de San Ludovico et San Ercolano pour  la même chapelle commencée en 1461 (Galleria Nazionale dell'Umbria) qui sont agrémentées de vues de palais de Pérouse et de bâtiments romains.
Son style se rapprocha, à la fin de sa vie, plus de la manière de Fiorenzo di Lorenzo et du jeune Pérugin.

## Œuvres

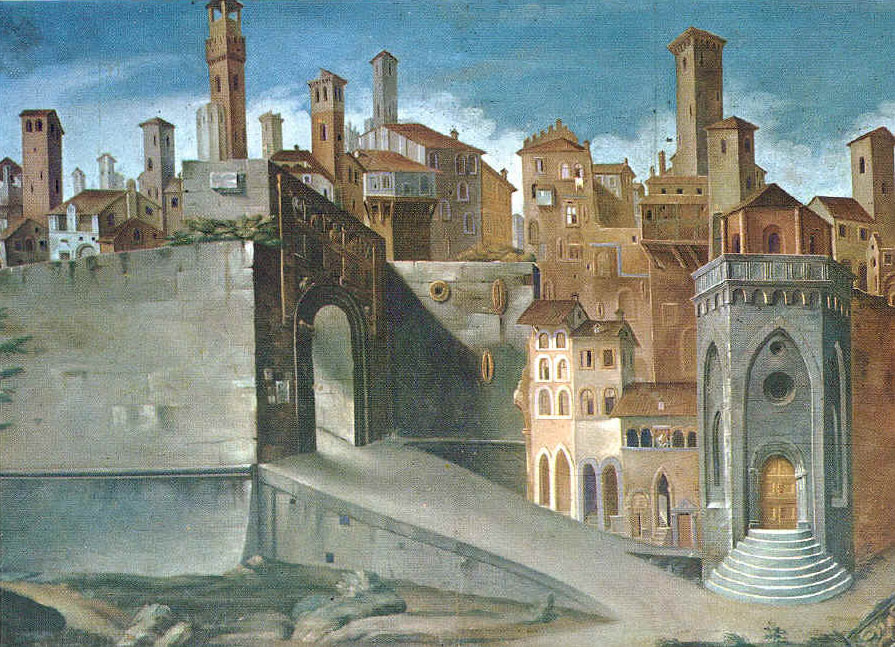
Vues des maisons-tours de Pérouse sur les fresques de Sant Ercolano et San Ludovico (1454).

- Adorazione dei Magi (1467-1468), triptyque de la basilique San Domenico, Pérouse.
- Épisodes de la vie de saint Bernardin de Sienne, participation en  1473.
- Nativité, fondation Bernard Berenson, Settignano, Florence.
- Adoration des mages,  Londres.
- Adoration, la Vierge entourée de saints et l'Annonciation, Galerie nationale de l'Ombrie, Pérouse.

Son atelier livra de nombreux étendards votifs contre la peste devenus ensuite des retables :
- Gonfalon de San Francesco al prato (1464), oratoire San Bernardino, église San Francesco al prato, Pérouse.
- Gonfalon de saint Bernardin (1465) pour l'oratoire San Bernardino, conservée à la Galerie nationale de l'Ombrie, Pérouse.
- Gonfalon de la Madonna delle Grazie (1470) musée de la paroisse don Aldi Rossi, Corciano.
- Gonfalon de Santa Maria Nuova (1471) église Santa Maria Nuova, Pérouse.
- Gonfalon de Corciano (1472) église de l'Assunta, Corciano.
- Gonfalone dit des  Bonfigli (1475), chapelle du Gonfalon (représentant la façade de  San Francesco al Prato avec la vue de la ville de Pérouse).
- Gonfanon de San Fiorenzo (1476), église San Fiorenzo, Pérouse.
- Gonfanon de Civitella Benazzone, Civitella Benazzone frazione de Pérouse.
- Gonfanon de Paciano, Paciano.

## Sources
- (it) Cet article est partiellement ou en totalité issu de l’article de Wikipédia en italien intitulé « Benedetto Bonfigli » (voir la liste des auteurs).